# Bách bộ hoa tím
Bách bộ hoa tím (danh pháp: Stemona collinsiae) là một loài thực vật có hoa trong họ Bách bộ. Loài này được Craib miêu tả khoa học đầu tiên năm 1920.